# Éderzito António Macedo Lopes
|  | Per a altres significats, vegeu «Éder». |

Éderzito António Macedo Lopes (nascut el 22 de desembre de 1987), conegut comunament com a Éder, és un jugador professional de futbol portuguès que juga per a l'Al Raed com a davanter.
Va començar a jugar professionalment el 2008 amb l'Académica de Coimbra, i va fitxar pel SC Braga quatre anys després. Durant set temporades, va disputar a la Primeira Liga un total de 143 partits, amb 38 gols.
Des de 2012 és internacional amb Portugal, selecció amb la qual va disputar el Mundial 2014 i l'Eurocopa 2016.

## Carrera de club

### Primers anys
Nascut a Bissau, Guinea-Bissau, Éder va anar a viure a Portugal quan era petit, i va començar a jugar a l'Associação Desportiva e Cultural da Adémia al Districte de Coïmbra a 11 anys. Va debutar com a sènior amb el FC Oliveira do Hospital, el GD Tourizense, aquest darrer equip a la II Divisão i l'equip del planter de l'Académica de Coimbra.
Éder va debutar a la Primeira Liga amb l'Académica de Coimbra el 24 d'agost de 2008, en una derrota per 0–1 a fora contra el CF Estrela da Amadora. Va marcar el seu primer gol pel club al final de la temporada 2008–09, el de l'empat en una eventual victòria per 3–1 contra l'Associação Naval 1º de Maio.
Éder va debutar a la Primeira Liga amb l'Académica de Coimbra el 24 d'agost de 2008, en una derrota per 0–1 a fora contra el CF Estrela da Amadora. Va marcar el seu primer gol pel club al final de la temporada 2008–09, el de l'empat en una eventual victòria per 3–1 contra l'Associação Naval 1º de Maio.
El 2 de maig de 2010, Éder va marcar el que semblava el gol de la victòria contra el C.D. Nacional, però els visitants aconseguirien finalment empatar 3–3 al darrer minut. El 12 de setembre de l'any següent, contra el mateix rival i també a Coïmbra, va marcar un doblet en una victòria per 4–0, i va acabar la temporada 2011–12 amb cinc gols en 16 partits; també va contribuir a fer que el club guanyés la seva primera copa portuguesa des de 1939 tot derrotant l'Sporting Clube de Portugal a la final, tot i que ell només va jugar a les primeres rondes, ja que fou suspès per no anar als entrenaments durant algunes setmanes, quan hi havia diversos interessos per fitxar-lo.

### Braga
L'estiu de 2012, Éder va signar amb el S.C. Braga per quatre anys. Va debutar amb el seu nou equip el 2 setembre en una derrota per 0–2 contra el FC Paços de Ferreira però posteriorment va marcar dos gols en la victòria del seu equip contra el Rio Ave FC 4–1 a casa, i marcà un altre gol en un empat 4–4 a casa contra el S.C. Olhanense.
El 30 de novembre de 2012, a la cinquena ronda de la Taça de Portugal 2012–13 Éder va marcar el gol de la victòria del Braga contra el FC Porto per 2–1, passant als quarts de final. El 6 de gener de 2013, en partit de lliga contra el Moreirense FC, va marcar l'únic gol del partit després de la represa; el 23 de febrer va marcar un gol a cada part en el derbi local contra el Vitória de Guimarães, en una victòria per 3–2 a l'Estádio Municipal de Braga, però es va perdre la resta de la temporada després de patir una lesió de lligaments a començaments de març.
A la final de la Taça de Portugal 2015 el 31 de maig de 2015, Éder va obrir el marcador contra l'Sporting en convertir un penal després que Cédric Soares hagués estat expulsat per fer falta a Djavan, però va fallar després a la tanda de penals en què el Braga va acabar perdent després que el partit hagués quedat 2–2.

### Swansea City / Lille
El 28 de juny de 2015, el Swansea City AFC de la Premier League va fitxar Éder per 5 milions de lliures, amb un contracte per tres anys. Va debutar el 8 d'agost, i va jugar els 11 minuts finals d'un empat 2–2 contra el vigent campió, el Chelsea FC en substitució de Bafétimbi Gomis.
Després de no haver marcat en 15 partits amb els Swans – només quatre com a titular – Éder va marxar cedit al Lille OSC per la resta de la temporada. Hi va debutar el 3 de febrer de 2016 entrant a la mitja part per Yassine Benzia en una victòria per 1–0 contra l'Stade Malherbe Caen, i va marcar el seu primer gol quatre dies després per obrir el marcador en un empat 1–1 contra l'Stade Rennais F.C. també a l'Stade Pierre-Mauroy.
El 23 d'abril de 2016, Éder va jugar els 90 minuts a la final de la Coupe de la Ligue, que el seu equip va perdre per 1–2 contra el Paris Saint-Germain FC. El 24 de maig, després d'ajudar el seu equip a acabar cinquè i classificar-se per la Lliga Europa de la UEFA, va signar-hi un contracte permanent per quatre anys.

## Internacional

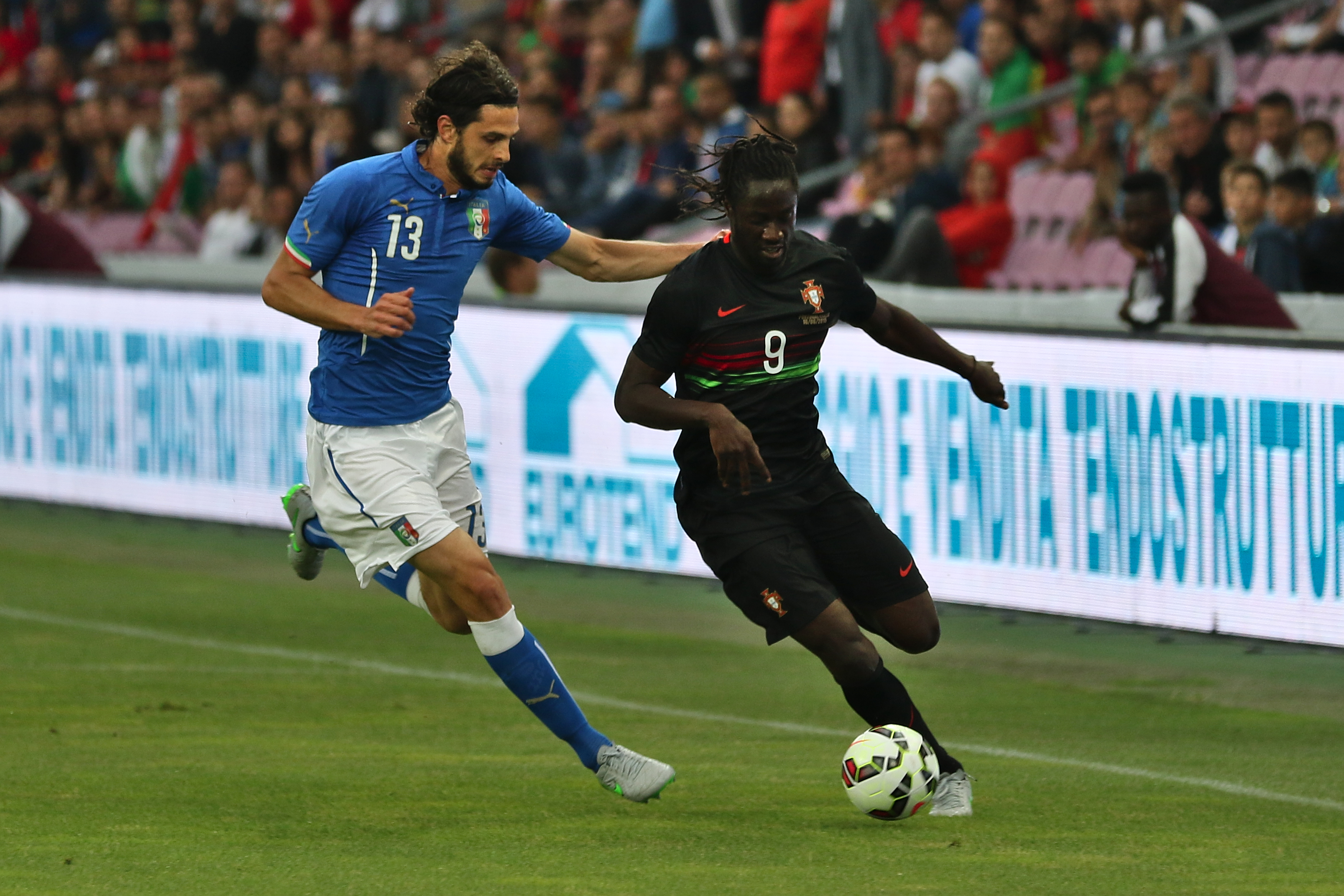
Éder amb l'italià Andrea Ranocchia en un amistós el juny de 2015.

Éder va triar representar Portugal internacionalment. Després d'excel·lents actuacions amb el Braga, fou convocat per primer cop amb els portuguesos l'agost de 2012 per un partit contra Luxemburg per la fase de classificació del Mundial 2014, tot i que va romandre a la banqueta tot el partit, en una victòria per 2–1 a fora el 7 de setembre. Va debutar quatre dies més tard a la mateixa competició, substituint Hélder Postiga als minuts de descompte en una victòria a casa per 3–0 contra l'Azerbaijan.
El 19 de maig de 2014, Éder fou inclòs en la llista final de 23 seleccionats pel mundial del Brasil. Va debutar al mundial el 16 de juny, substituint el lesionat Hugo Almeida a la primera meitat, en una derrota per 0–4 a la fase de grups contra Alemanya. En el segon partit, un empat 2–2 contra els Estats Units, va substituir un altre lesionat, aquest cop Postiga.
El seu primer gol com a internacional va venir en la seva 18a participació, i fou el gol de la victòria en un amistós contra Itàlia a l'Stade de Genève el 16 de juny de 2015.

## Estadístiques

### Club
A 15 maig 2016
| Club                 | Temporada           | Lliga               | Lliga | Lliga | Copa  | Copa | Altres | Altres | Total | Total |
| Club                 | Temporada           | Divisió             | Part. | Gols  | Part. | Gols | Part.  | Gols   | Part. | Gols  |
| -------------------- | ------------------- | ------------------- | ----- | ----- | ----- | ---- | ------ | ------ | ----- | ----- |
| GD Tourizense        | II Divisão 2006–07  | II Divisão          | 7     | 1     | 1     | 0    | —      | —      | 8     | 1     |
| GD Tourizense        | II Divisão 2007–08  | II Divisão          | 34    | 10    | 1     | 0    | —      | —      | 35    | 10    |
| GD Tourizense        | II Divisão 2008–09  | II Divisão          | 1     | 0     | 1     | 0    | —      | —      | 2     | 0     |
| GD Tourizense        | Total               | Total               | 42    | 11    | 3     | 0    | —      | —      | 45    | 11    |
| Académica de Coimbra | 2008–09             | Primeira Liga       | 24    | 1     | 6     | 0    | —      | —      | 30    | 1     |
| Académica de Coimbra | 2009–10             | Primeira Liga       | 22    | 4     | 5     | 2    | —      | —      | 27    | 6     |
| Académica de Coimbra | 2010–11             | Primeira Liga       | 21    | 2     | 6     | 3    | —      | —      | 27    | 5     |
| Académica de Coimbra | 2011–12             | Primeira Liga       | 16    | 5     | 5     | 1    | —      | —      | 21    | 6     |
| Académica de Coimbra | Total               | Total               | 83    | 12    | 22    | 6    | —      | —      | 105   | 18    |
| SC Braga             | 2012–13             | Primeira Liga       | 18    | 13    | 7     | 3    | 6      | 0      | 31    | 16    |
| SC Braga             | 2013–14             | Primeira Liga       | 13    | 3     | 2     | 1    | 1      | 0      | 16    | 4     |
| SC Braga             | 2014–15             | Primeira Liga       | 29    | 10    | 6     | 3    | —      | —      | 35    | 13    |
| SC Braga             | Total               | Total               | 60    | 26    | 15    | 7    | 7      | 0      | 82    | 33    |
| Swansea City AFC     | 2015–16             | Premier League      | 13    | 0     | 2     | 0    | —      | —      | 15    | 0     |
| Swansea City AFC     | Total               | Total               | 13    | 0     | 2     | 0    | 0      | 0      | 15    | 0     |
| Lille OSC            | 2015–16             | Ligue 1             | 13    | 6     | 1     | 0    | —      | —      | 14    | 6     |
| Lille OSC            | Total               | Total               | 13    | 6     | 1     | 0    | 0      | 0      | 14    | 6     |
| Total de la carrera  | Total de la carrera | Total de la carrera | 211   | 55    | 43    | 13   | 7      | 0      | 261   | 68    |

1. ↑  Partits jugats a la Lliga de Campions de la UEFA
2. ↑  Partits jugats a la Lliga Europa de la UEFA

### Gols internacionals
A 8 juny 2016 (El marcador de Portugal és el primer, la columna marcador indica com estava després del gol d'Éder)
| No. | Date         | Seu                                | Núm. partic. | Oponent | Marcador | Resultat | Competició |
| --- | ------------ | ---------------------------------- | ------------ | ------- | -------- | -------- | ---------- |
| 1   | 16 juny 2015 | Stade de Genève, Ginebra, Suïssa   | 18           | Itàlia  | 1–0      | 1–0      | Amistós    |
| 2   | 29 maig 2016 | Estádio do Dragão, Porto, Portugal | 24           | Noruega | 3–0      | 3–0      | Amistós    |
| 3   | 8 juny 2016  | Estádio da Luz, Lisboa, Portugal   | 26           | Estònia | 7–0      | 7–0      | Amistós    |

## Palmarès

### Club
Académica
- Taça de Portugal: 2011–12[33]

Braga
- Taça da Liga: 2012–13[33]